# Meydan TV
Meydan TV este o organizație mass-media non-profit azeră cu sediul la Berlin. Fondată în 2013 de bloggerul disident și fostul deținut politic Emin Milli⁠(d), Meydan TV publică știri în limba azeră, engleză și rusă.
În mai 2013, Meydan TV a anunțat planuri de difuzare simultană prin intermediul postului de comunicații Türksat. Cuvântul „meydan” are sensul de piața orașului în limba azeră.

## Știri
Meydan TV a devenit notabilă pentru reportajele și emisiunile sale online despre corupție, drepturile omului și alte probleme din Azerbaidjan, care au fost folosite de presa internațională, în special în timpul Jocurilor Europene din 2015 de la Baku, când mai multor reporteri și observatori străini li s-a interzis accesul în țară. 
Meydan TV este partener al Proiectului de Raportare a Criminalității Organizate și a Corupției. Mai multe reportaje ale Meydan TV au fost realizate cu ajutorul organizației European Endowment for Democracy (EED).
În timpul Jocurilor Europene din 2015, canalul azer Lider TV⁠(d) a intervievat un localnic care s-a dat drept străin pentru a crea o „provocare”. După ce Meydan TV l-a identificat pe intervievat ca fiind Seymur Seferov, un cetățean azer strămutat din raionul Jabrayil, reportajul Lider TV despre presupusul străin a devenit viral pe rețelele de socializare azere.
În 2015, s-a dezvăluit că mai mulți jurnaliști Meydan TV au fost urmăriți penal, arestați sau au primit interdicții de călătorie (inclusiv Aynura Ismayil, Shirin Abbasov, Ayten Farhadova și Aysel Umudova).
Conform lui Ali M, Hasanov, website-ul Meydan TV și alte câteva instituții media nu au respectat regulile de acreditare pentru reprezentanții mass-media străini din Azerbaidjan, aprobate la 18 martie 2015.
La 9 aprilie 2016, site-ul azer Haqqin.az a acuzat Meydan TV de supraestimarea victimelor azere în timpul confruntărilor armeno-azerbaidjane din 2016 din Nagorno-Karabah. Meydan TV, care a estimat numărul victimelor militare la 94 în loc de cei 31 declarați oficial, a întocmit lista conform postărilor de pe rețelele de socializare. Haqqin.az a declarat că soldatul Aidyn Hasanov menționat de Meydan TV printre cei uciși a fost de fapt tratat într-un spital militar pentru răni la braț.

## Arestări și detenții

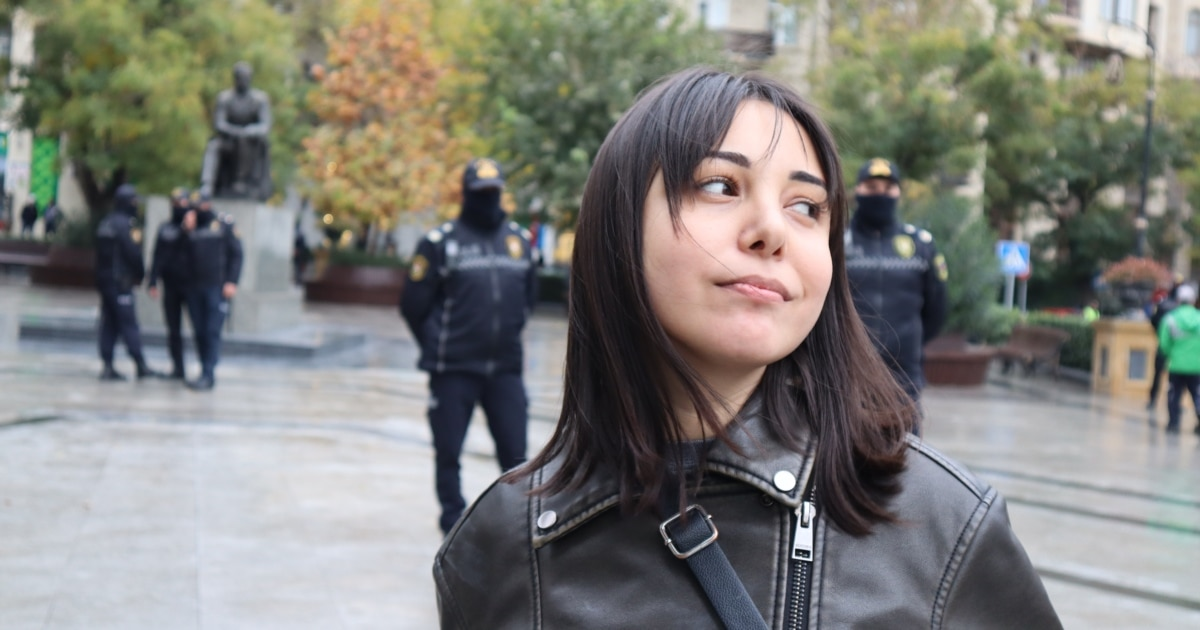
a fost arestată în decembrie 2024 în cadrul unui dosar penal inițiat împotriva jurnaliștilor de la Meydan TV.

Aysel Umudova

După Reporteri fără frontiere, președintele Ilham Aliyev a lansat „un nou val de represiune acerbă împotriva ultimilor jurnaliști rămași în țară” la sfârșitul anului 2023. Întregul personal al redacției Meydan TV a fost reținut în decembrie 2024.
La 6 decembrie 2024, Aysel Umudova⁠(d) și Khayala Aghayeva⁠(d) au fost arestate de poliția din Baku împreună cu alte patru jurnaliste de la Meydan TV, în cadrul a ceea ce a devenit cunoscut sub denumirea „Cazul Meydan TV”. Toți cei șase jurnaliști închiși și-au susținut nevinovăția și au considerat cazul ca fiind motivat politic, o poziție împărtășită și de apărătorii locali ai drepturilor omului, care i-au recunoscut imediat drept prizonieri politici de facto.